# Liane Lippert
Liane Lippert (* 13. Januar 1998 in Friedrichshafen) ist eine deutsche Radrennfahrerin.

## Sportliche Laufbahn
2008 gewann Liane Lippert ihr erstes Radrennen und fuhr während ihrer Zeit als Nachwuchsfahrerin für den RSV Seerose Friedrichshafen. In den folgenden Jahren gewann sie unter anderem im Jahr 2011 die U15-Wertung des Bergzeitfahren Lightweight Uphill. Im Jahr 2013 wurde sie Mitglied des BDR-Nachwuchskaders und belegte bei den deutschen Straßenmeisterschaften den dritten Platz im Jugendrennen. Diese Platzierung wiederholte sie 2014 und gewann mit ihrem Team bei den deutschen Bahnmeisterschaften die Silbermedaille in der Mannschaftsverfolgung.
Als Juniorenfahrerin wurde Lippert für die Straßenweltmeisterschaften 2015 nominiert und belegte den 40. Platz im Straßenrennen. 2016 wurde sie Deutsche Bergmeisterin und erhielt als Gesamtwertungssechste der Trophée d’Or Féminin erste Punkte in der UCI-Weltrangliste im Erwachsenenbereich. Bei den Europameisterschaften 2016 überholte Lippert kurz vor dem Ziel eine dreiköpfige Spitzengruppe und wurde so mit vier Sekunden Vorsprung Titelträgerin im Juniorinnenstraßenrennen. Bei den anschließenden Straßenweltmeisterschaften wurde sie Neunte im Straßenrennen der Juniorinnen.
Mit ihrem Wechsel in den Erwachsenenbereich 2017 unterschrieb Lippert einen Vertrag mit dem UCI Women’s Team Sunweb-Liv, der im Januar 2019 auf weitere 4 Jahre festgeschrieben wurde. 2018 wurde sie als 20-jährige deutsche Meisterin der Elite. Ferner gewann sie die Nachwuchswertung der Thüringen-Rundfahrt und entschied die Gesamtwertung der Lotto Belgium Tour auf der letzten Etappe für sich. Kurz nachdem Lippert den zweiten Gesamtrang der der zur UCI ProSeries gehörenden Santos Women’s Tour 2020 belegte, bei der sie auch die Berg- und Nachwuchswertung gewann, siegte sie als Solistin beim Cadel Evans Great Ocean Road Race, womit sie sich ihren ersten Erfolg in der UCI Women’s WorldTour sicherte. Beim Straßenrennen der UCI-Weltmeisterschaften im gleichen Jahr erzielte sie mit dem Rang fünf einen Achtungserfolg.
Im Jahr 2021 wurde Lippert Gesamtvierte der Thüringen-Rundfahrt. Im Herbst desselben Jahres errang sie bei den Straßeneuropameisterschaften im italienischen Trient hinter der Niederländerin Ellen van Dijk im Straßenrennen die Silbermedaille. Bei den Deutschen Meisterschaften 2022 gewann sie im Sprint einer vierköpfigen Spitzengruppe den Titel im Straßenrennen. Bei der erstmals ausgetragenen Tour de France Femmes belegte sie im selben Jahr Rang 16 in der Gesamtwertung. Bei den Straßenweltmeisterschaften im gleichen Jahr erreichte sie den vierten Platz sowohl im Straßenrennen als auch im Mannschaftswettbewerb.
Zur Saison 2023 wechselte Lippert zum Movistar Team Women um Annemiek van Vleuten. Im Frühjahr wurde sie bei der Flèche Wallonne Féminine Zweite hinter Demi Vollering. Nachdem sie bei den Deutschen Meisterschaften zum dritten Mal Titelträgerin im Straßenrennen wurde, gewann sie im Sprint des Vorderfelds die hügelige 2. Etappe der Tour de France Femmes vor Lotte Kopecky, womit sie ihren zweiten Sieg in der WorldTour erzielte. Im Dezember des Jahres wurde bei ihr ein Ermüdungsbruch im Oberschenkelhalsknochen diagnostiziert, was sie zu einer längeren Pause zwang.
Erst im Mai 2024 konnte sie wieder Rennen bestreiten: Sie wurde Achte in der Gesamtwertung der Burgos-Rundfahrt und 31. bei der Vuelta Femenina. Beim Giro d’Italia Donne im Juli 2025 gewann sie die 6. Etappe sowie die Schlussetappe.

## Ehrungen
- 2024: Radsportlerin des Jahres[12]

## Palmarès
2016 (Juniorinnen)
- Deutsche Meisterschaften – Berg
- Junioren-Europameisterin – Straßenrennen

2018
- Nachwuchswertung Internationale Thüringen-Rundfahrt der Frauen
- Deutsche Meisterin – Straßenrennen
- Mannschaftszeitfahren Giro d’Italia Femminile
- Mannschaftszeitfahren Ladies Tour of Norway
- Gesamtwertung, eine Etappe und Nachwuchswertung Lotto Belgium Tour
- Mannschaftszeitfahren La Madrid Challenge by La Vuelta
- Weltmeisterschaft – Mannschaftszeitfahren

2019
- Nachwuchswertung Lotto Belgium Tour

2020
- Cadel Evans Great Ocean Road Race
- Bergwertung und Nachwuchswertung Santos Women’s Tour

2021
- Europameisterschaft – Straßenrennen

2022
- Deutsche Meisterin – Straßenrennen
- Nachwuchswertung Tour de Romandie Féminin

2023
- Deutsche Meisterin – Straßenrennen
- eine Etappe Tour de France Femmes
- eine Etappe Tour de Romandie Féminin
- Tre Valli Varesine Women’s Race

2024
- eine Etappe Giro Donne
- Weltmeisterschaften – Mixed-Staffel

2025
- zwei Etappen Giro Donne

## Straßenweltmeisterschafts-Platzierungen
| Weltmeisterschaft        | 2018 | 2019 | 2020 | 2021 | 2022 | 2023 | 2024 |
| ------------------------ | ---- | ---- | ---- | ---- | ---- | ---- | ---- |
| StraßenrennenStraße      | 46   | 66   | 5    | DNF  | 4    | 19   | 4    |
| EinzelzeitfahrenEZF      | –    | –    | –    | –    | –    | –    | –    |
| MannschaftszeitfahrenMZF | 3    | –    | –    | –    | 4    | –    | –    |